# En skaber skal skabe!
|  | Denne artikel er oprettet af botten Steenthbot ud fra en ekstern database. Den kan derfor have sproglige fejl eller mangler. Denne skabelon kan fjernes efter kontrol af indholdet. |

En skaber skal skabe! er en dansk portrætfilm fra 2010 instrueret af Stine Korst.

## Handling
Filmen tegner et portræt af kunstneren Caroline Ebbesen (1852-1936), der skabte koloristiske broderier, collager, akvareller, pasteller, tegninger og broderier igennem de knapt 50 år, hun var indlagt på Sct. Hans Hospital i Roskilde.